# Чемпіонат африканських націй 2024
Чемпіонат африканських націй 2024 — восьмий чемпіонат африканських націй, який відбувається в Кенії, Танзанії та Уганді. У турнірі беруть участь чоловічі футбольні збірні команди країн Африки за участю виключно гравців з національних чемпіонатів.
Розіграш мав відбутися в Кенії, Танзанії та Уганді з 1 по 28 лютого 2025 року, проте 14 січня 2025 року його було перенесено на серпень 2025 року, господарями лишились ті самі три країни. Це перший турнір, який прийматимуть три країни.

## Вибір господарів
17 грудня 2023 року Кенія, Танзанія та Уганда були названі співгосподарями чемпіонату 2024 року.

## Перенесення турніру
14 січня 2025 року, КАФ офіційно оголосив про перенесення турніру на серпень 2025 року, щоб дати більше часу на підготовку країнам-господарям та провести ще один кваліфікаційний раунд, щоб визначити двох фінальних учасників.

## Стадіони
| Місто        | Арена                            | Місткість |
| ------------ | -------------------------------- | --------- |
| Дар-ес-Салам | Національний стадіон             | 60 000    |
| Занзібар     | Амаан                            | 15 000    |
| Кампала      | Мандела                          | 45 000    |
| Найробі      | Національний стадіон Ньяйо       | 18 000    |
| Найробі      | Міжнародний спортивний центр Мої | 55 000    |

## Жеребкування
Жеребкування відбулося 15 січня 2025 року в Міжнародному конференц-центрі Кен'ятта в Найробі.
| Сіяні | Кошик 1                                               | Кошик 2                                | Кошик 3                                                          |
| --- | ----------------------------------------------------- | -------------------------------------- | ---------------------------------------------------------------- |
| - Кенія (A1 - господар) - Танзанія (B1 - господар) - Уганда (C1 - господар) - Сенегал (D1 - чинний чемпіон) | - Марокко - Нігер - Екваторіальна Гвінея - Мадагаскар | - Мавританія - Гвінея - Судан - Ангола | - ДР Конго - Замбія - Буркіна-Фасо - Нігерія - ЦАР - Алжир - ПАР |

## Груповий раунд
КАФ оголосила розклад турніру 27 червня 2025 року.

Місця у групах
Команди будуть розподілені відповідно до набраних очок (3 очки за перемогу, 1 очко за нічию, 0 очок за програзку). В разі однакової кількості набраних очок, переможець буде визначатися в наступному порядку:
1. Кількість очок, які були набрані в очних протистояннях;
2. Різниця м'ячів в іграх між обома командами;
3. Забиті м'ячі в іграх між обома командами;
4. Якщо після застосування критеріїв 1 — 3 до декількох команд, дві команди як і раніше мають однакові показники, якщо ж критерії 1 — 3 повторно застосовуються виключно до очних поєдинків між цими командами, щоб визначити їх остаточний рейтинг. Якщо ця процедура не призводить до виявлення переможців, застосовуються критерії від 5 до 7;
5. Різниця забитих та пропущених м'ячів у всіх поєдинках;
6. Забиті м'ячі у всіх поєдинках;
7. Жеребкування.

### Група A
| Поз | Команда   | І | В | Н | П | ГЗ | ГП | РГ | О  | Кваліфікація |
| --- | --------- | - | - | - | - | -- | -- | -- | -- | ------------ |
| 1   | Кенія (H) | 4 | 3 | 1 | 0 | 4  | 1  | +3 | 10 | Плей-оф      |
| 2   | Марокко   | 4 | 3 | 0 | 1 | 8  | 3  | +5 | 9  | Плей-оф      |
| 3   | ДР Конго  | 4 | 2 | 0 | 2 | 5  | 4  | +1 | 6  |              |
| 4   | Ангола    | 4 | 1 | 1 | 2 | 3  | 6  | −3 | 4  |              |
| 5   | Замбія    | 4 | 0 | 0 | 4 | 2  | 8  | −6 | 0  |              |

| 3 серпня 2025 15:00 |

| Кенія            | 1–0      | ДР Конго |
| ---------------- | -------- | -------- |
| О. Одьямбо 45+2' | Протокол |          |

| Міжнародний спортивний центр Мої, Найробі, Кенія Арбітр: Джеллі Чавані (ПАР) |

| 3 серпня 2025 18:00 |

| Марокко                           | 2–0      | Ангола |
| --------------------------------- | -------- | ------ |
| - І. Ріахі 29' - Баланга 81' (аг) | Протокол |        |

| Національний стадіон Ньяйо, Найробі, Кенія Арбітр: Абду Абдель Мефіре (Камерун) |

| 7 серпня 2025 16:00 |

| ДР Конго                 | 2–0      | Замбія |
| ------------------------ | -------- | ------ |
| - Матобо 51' - Мваку 71' | Протокол |        |

| Національний стадіон Ньяйо, Найробі, Кенія Арбітр: Хуссам Беньяхія (Алжир) |

| 7 серпня 2025 19:00 |

| Ангола         | 1–1      | Кенія                   |
| -------------- | -------- | ----------------------- |
| - Пасіенсія 7' | Протокол | - О. Одьямбо 12' (пен.) |

| Міжнародний спортивний центр Мої, Найробі, Кенія Арбітр: Саду Алі Брахаму (Нігер) |

| 10 серпня 2025 15:00 |

| Кенія    | 1–0      | Марокко |
| -------- | -------- | ------- |
| Огам 42' | Протокол |         |

| Міжнародний спортивний центр Мої, Найробі, Кенія Арбітр: Вінсент Каборе (Гана) |

| 10 серпня 2025 18:00 |

| Замбія    | 1–2      | Ангола           |
| --------- | -------- | ---------------- |
| Чанда 73' | Протокол | Капорал 79', 86' |

| Національний стадіон Ньяйо, Найробі, Кенія Арбітр: Адісса Абдул Рафіу Лігаліпо (Бенін) |

| 14 серпня 2025 17:00 |

| Марокко                                     | 3–1      | Замбія      |
| ------------------------------------------- | -------- | ----------- |
| - Хрімат 45+2' - Ламліуї 66' - Бугрін 90+5' | Протокол | - Phiri 70' |

| Національний стадіон Ньяйо, Найробі, Кенія Арбітр: Адальберт Діуф (Сенегал) |

| 14 серпня 2025 20:00 |

| Ангола | 0–2      | ДР Конго                       |
| ------ | -------- | ------------------------------ |
|        | Протокол | - Кітамбала 58' - Катумбве 70' |

| Міжнародний спортивний центр Мої, Найробі, Кенія Арбітр: Махмуд Нагі (Єгипет) |

| 17 серпня 2025 15:00 |

| ДР Конго        | 1–3      | Марокко                               |
| --------------- | -------- | ------------------------------------- |
| - Кітамбала 58' | Протокол | - Ламліуї 8', 80' - Хрімат 70' (пен.) |

| Національний стадіон Ньяйо, Найробі, Кенія Арбітр: Усман Діакіте (Малі) |

| 17 серпня 2025 15:00 |

| Замбія | 0–1      | Кенія    |
| ------ | -------- | -------- |
|        | Протокол | Огам 75' |

| Міжнародний спортивний центр Мої, Найробі, Кенія Арбітр: Ламін Джамме (Гамбія) |

### Група B
| Поз | Команда                          | І | В | Н | П | ГЗ | ГП | РГ | О  | Кваліфікація |
| --- | -------------------------------- | - | - | - | - | -- | -- | -- | -- | ------------ |
| 1   | Танзанія (H)                     | 4 | 3 | 1 | 0 | 5  | 1  | +4 | 10 | Плей-оф      |
| 2   | Мадагаскар                       | 4 | 2 | 1 | 1 | 5  | 3  | +2 | 7  | Плей-оф      |
| 3   | Мавританія                       | 4 | 2 | 1 | 1 | 2  | 1  | +1 | 7  |              |
| 4   | Буркіна-Фасо                     | 4 | 1 | 0 | 3 | 5  | 7  | −2 | 3  |              |
| 5   | Центральноафриканська Республіка | 4 | 0 | 1 | 3 | 2  | 7  | −5 | 1  |              |

| 2 серпня 2025 20:00 |

| Танзанія                                     | 2–0      | Буркіна-Фасо |
| -------------------------------------------- | -------- | ------------ |
| Абдул Сопу 45+3' (пен.) Мохамед Хуссейні 71' | Протокол |              |

| Національний стадіон, Дар-ес-Салам, Танзанія Арбітр: Лотфі Бекуасса (Алжир) |

| 3 серпня 2025 20:00 |

| Мадагаскар | 0–0      | Мавританія |
| ---------- | -------- | ---------- |
|            | Протокол |            |

| Національний стадіон, Дар-ес-Салам, Танзанія Арбітр: Шаміра Набадда (Уганда) |

| 6 серпня 2025 17:00 |

| Буркіна-Фасо                                                   | 4–2      | Центральноафриканська Республіка |
| -------------------------------------------------------------- | -------- | -------------------------------- |
| - Уаттара 11' - Гіро 61' (пен.) - Мало 78' (пен.) - Багуян 84' | Протокол | - Чибінда 15' - Зумара 90+5'     |

| Національний стадіон, Дар-ес-Салам, Танзанія Арбітр: Бушра Карбубі (Марокко) |

| 6 серпня 2025 20:00 |

| Мавританія | 0–1      | Танзанія    |
| ---------- | -------- | ----------- |
|            | Протокол | Капомбе 89' |

| Національний стадіон, Дар-ес-Салам, Танзанія Арбітр: Патріс Мілацар (Маврикій) |

| 9 серпня 2025 17:00 |

| Центральноафриканська Республіка | 0–1      | Мавританія    |
| -------------------------------- | -------- | ------------- |
|                                  | Протокол | Ель Моктар 9' |

| Національний стадіон, Дар-ес-Салам, Танзанія Арбітр: Діккенс Ніагрова (Кенія) |

| 9 серпня 2025 20:00 |

| Танзанія         | 2–1      | Мадагаскар           |
| ---------------- | -------- | -------------------- |
| - Мзізе 13', 20' | Протокол | - Разафімахатана 34' |

| Національний стадіон, Дар-ес-Салам, Танзанія Арбітр: Ламін Джамме (Гамбія) |

| 13 серпня 2025 17:00 |

| Мадагаскар                                  | 2–0      | Центральноафриканська Республіка |
| ------------------------------------------- | -------- | -------------------------------- |
| - Ракотондрайбе 84' - Рафаномезантсоа 90+4' | Протокол |                                  |

| Національний стадіон, Дар-ес-Салам, Танзанія Арбітр: Мехрез Мелкі (Туніс) |

| 13 серпня 2025 20:00 |

| Мавританія | 1–0      | Буркіна-Фасо |
| ---------- | -------- | ------------ |
| Діоп 45+9' | Протокол |              |

| Національний стадіон, Дар-ес-Салам, Танзанія Арбітр: Джеллі Чавані (ПАР) |

| 16 серпня 2025 20:00 |

| Буркіна-Фасо  | 1–2      | Мадагаскар                            |
| ------------- | -------- | ------------------------------------- |
| - Сангаре 25' | Протокол | - Разафімаро 7' - Рафаномезантсоа 58' |

| Амаан, Занзібар, Танзанія Арбітр: Хуссам Беньяхія (Алжир) |

| 16 серпня 2025 20:00 |

| Центральноафриканська Республіка | 0–0      | Танзанія |
| -------------------------------- | -------- | -------- |
|                                  | Протокол |          |

| Національний стадіон, Дар-ес-Салам, Танзанія Арбітр: Яннік Малала (ДР Конго) |

### Група C
| Поз | Команда    | І | В | Н | П | ГЗ | ГП | РГ | О | Кваліфікація |
| --- | ---------- | - | - | - | - | -- | -- | -- | - | ------------ |
| 1   | Уганда (H) | 4 | 2 | 1 | 1 | 8  | 6  | +2 | 7 | Плей-оф      |
| 2   | Алжир      | 4 | 1 | 3 | 0 | 5  | 2  | +3 | 6 | Плей-оф      |
| 3   | ПАР        | 4 | 1 | 3 | 0 | 6  | 5  | +1 | 6 |              |
| 4   | Гвінея     | 4 | 1 | 1 | 2 | 3  | 6  | −3 | 4 |              |
| 5   | Нігер      | 4 | 0 | 2 | 2 | 0  | 3  | −3 | 2 |              |

| 4 серпня 2025 17:00 |

| Нігер | 0–1      | Гвінея         |
| ----- | -------- | -------------- |
|       | Протокол | М. Бангура 47' |

| Мандела, Кампала, Уганда Арбітр: Мехрез Мелкі (Туніс) |

| 4 серпня 2025 20:00 |

| Уганда | 0–3      | Алжир                                        |
| ------ | -------- | -------------------------------------------- |
|        | Протокол | - А. Гезала 36' - Мезьян 76' - С. Баязид 79' |

| Мандела, Кампала, Уганда Арбітр: Адальберт Діуф (Сенегал) |

| 8 серпня 2025 17:00 |

| Алжир           | 1–1      | ПАР            |
| --------------- | -------- | -------------- |
| - Белхочіні 29' | Протокол | - Кутумела 45' |

| Мандела, Кампала, Уганда Арбітр: Клемент Франклін Кпан (Кот-д'Івуа) |

| 8 серпня 2025 20:00 |

| Гвінея | 0–3      | Уганда                                             |
| ------ | -------- | -------------------------------------------------- |
|        | Протокол | - Мпанде 31' - Окелло 62' (пен.) - Ахімбісібве 89' |

| Мандела, Кампала, Уганда Арбітр: Абдулразг Ахмед (Лівія) |

| 11 серпня 2025 17:00 |

| ПАР                   | 2–1      | Гвінея     |
| --------------------- | -------- | ---------- |
| Маема 7' Кутумела 54' | Протокол | Камара 37' |

| Мандела, Кампала, Уганда Арбітр: Кеч Чаф Мустафа (Марокко) |

| 11 серпня 2025 20:00 |

| Уганда                        | 2–0      | Нігер |
| ----------------------------- | -------- | ----- |
| - Окелло 25' - Ссеруньогі 56' | Протокол |       |

| Мандела, Кампала, Уганда Арбітр: Усман Діакіте (Малі) |

| 15 серпня 2025 17:00 |

| Гвінея       | 1–1      | Алжир           |
| ------------ | -------- | --------------- |
| - Камара 62' | Протокол | - С. Баязид 88' |

| Мандела, Кампала, Уганда Арбітр: Абду Абдель Мефіре (Камерун) |

| 15 серпня 2025 20:00 |

| Нігер | 0–0      | ПАР |
| ----- | -------- | --- |
|       | Протокол |     |

| Мандела, Кампала, Уганда Арбітр: Бушра Карбубі (Марокко) |

| 18 серпня 2025 20:00 |

| Алжир | 0–0      | Нігер |
| ----- | -------- | ----- |
|       | Протокол |       |

| Національний стадіон Ньяйо, Найробі, Кенія |

| 18 серпня 2025 20:00 |

| ПАР                                         | 3–3      | Уганда                                                   |
| ------------------------------------------- | -------- | -------------------------------------------------------- |
| - Мфалеле 52' - Кутумела 58' - Ндлондло 83' | Протокол | - Ссемугабі 31' - Окелло 88' (пен.) - Торач 90+6' (пен.) |

| Мандела, Кампала, Уганда |

### Група D
| Поз | Команда          | І | В | Н | П | ГЗ | ГП | РГ | О | Кваліфікація |
| --- | ---------------- | - | - | - | - | -- | -- | -- | - | ------------ |
| 1   | Судан            | 3 | 1 | 2 | 0 | 5  | 1  | +4 | 5 | Плей-оф      |
| 2   | Сенегал          | 3 | 1 | 2 | 0 | 2  | 1  | +1 | 5 | Плей-оф      |
| 3   | Нігерія          | 3 | 1 | 0 | 2 | 2  | 5  | −3 | 3 |              |
| 4   | Республіка Конго | 3 | 0 | 2 | 1 | 2  | 4  | −2 | 2 |              |

| 5 серпня 2025 17:00 |

| Республіка Конго | 1–1      | Судан      |
| ---------------- | -------- | ---------- |
| Еконго 86'       | Протокол | Хусейн 29' |

| Амаан, Занзібар, Танзанія Арбітр: Брайтон Чимене (Зімбабве) |

| 5 серпня 2025 20:00 |

| Сенегал   | 1–0      | Нігерія |
| --------- | -------- | ------- |
| Гоміс 75' | Протокол |         |

| Амаан, Занзібар, Танзанія Арбітр: Махмуд Нагі (Єгипет) |

| 12 серпня 2025 17:00 |

| Сенегал     | 1–1      | Республіка Конго |
| ----------- | -------- | ---------------- |
| - Леюсс 82' | Протокол | - Мусаву 19'     |

| Амаан, Занзібар, Танзанія Арбітр: Клемент Франклін Кпан (Кот-д'Івуа) |

| 12 серпня 2025 20:00 |

| Судан                                                           | 4–0      | Нігерія |
| --------------------------------------------------------------- | -------- | ------- |
| - Нгенге 25' (аг) - Хедр 44' (пен.) - Абдельразіґ Яґуб 55', 62' | Протокол |         |

| Амаан, Занзібар, Танзанія Арбітр: Лотфі Бекуасса (Алжир) |

| 19 серпня 2025 20:00 |

| Нігерія                   | 2–0      | Республіка Конго |
| ------------------------- | -------- | ---------------- |
| - Юсуф 56' - Сікіру 90+3' | Протокол |                  |

| Національний стадіон, Дар-ес-Салам, Танзанія Арбітр: Кеч Чаф Мустафа (Марокко) |

| 19 серпня 2025 20:00 |

| Судан | 0–0      | Сенегал |
| ----- | -------- | ------- |
|       | Протокол |         |

| Амаан, Занзібар, Танзанія Арбітр: Брайтон Чимене (Зімбабве) |

## Плей-оф
|  | Чвертьфінали             | Чвертьфінали |                     |  | Півфінали               | Півфінали |  |  | Фінал | Фінал |
|  |                          |              |                     |  |                         |           |  |  |       |       |
|  | 22 серпня – Найробі      |              |                     |  |                         |           |  |  |       |       |
|  |                          |              |                     |  |                         |           |  |  |       |       |
|  | Кенія                    |              |                     |  |                         |           |  |  |       |       |
|  | 26 серпня – Дар-ес-Салам |              |                     |  |                         |           |  |  |       |       |
|  | Мадагаскар               |              |                     |  |                         |           |  |  |       |       |
|  |                          |              |                     |  |                         |           |  |  |       |       |
|  | 23 серпня – Занзібар     |              |                     |  |                         |           |  |  |       |       |
|  |                          |              |                     |  |                         |           |  |  |       |       |
|  | Судан                    |              |                     |  |                         |           |  |  |       |       |
|  |                          |              | 30 серпня – Найробі |  |                         |           |  |  |       |       |
|  | Алжир                    |              |                     |  |                         |           |  |  |       |       |
|  |                          |              |                     |  |                         |           |  |  |       |       |
|  | 22 серпня – Дар-ес-Салам |              |                     |  |                         |           |  |  |       |       |
|  |                          |              |                     |  |                         |           |  |  |       |       |
|  | Танзанія                 |              |                     |  |                         |           |  |  |       |       |
|  | 26 серпня – Кампала      |              |                     |  |                         |           |  |  |       |       |
|  | Марокко                  |              |                     |  |                         |           |  |  |       |       |
|  |                          |              |                     |  |                         |           |  |  |       |       |
|  | 23 серпня – Кампала      |              |                     |  |                         |           |  |  |       |       |
|  |                          |              |                     |  | Матч за бронзові медалі |           |  |  |       |       |
|  | Уганда                   |              |                     |  |                         |           |  |  |       |       |
|  |                          |              | 29 серпня – Кампала |  |                         |           |  |  |       |       |
|  | Сенегал                  |              |                     |  |                         |           |  |  |       |       |
|  |                          |              |                     |  |                         |           |  |  |       |       |
|  |                          |              |                     |  |                         |           |  |  |       |       |
|  |                          |              |                     |  |                         |           |  |  |       |       |
|  |                          |              |                     |  |                         |           |  |  |       |       |

### Чвертьфінали
| Кенія | Матч 37 | Мадагаскар |
| ----- | ------- | ---------- |
|       |         |            |

| Танзанія | Матч 38 | Марокко |
| -------- | ------- | ------- |
|          |         |         |

| Судан | Матч 40 | Алжир |
| ----- | ------- | ----- |
|       |         |       |

| Уганда | Матч 39 | Сенегал |
| ------ | ------- | ------- |
|        |         |         |

### Півфінали
| П37 | Матч 41 | П40 |
| --- | ------- | --- |
|     |         |     |

| П38 | Матч 42 | П39 |
| --- | ------- | --- |
|     |         |     |

### Матч за бронзові медалі
| L41 | Матч 43 | L42 |
| --- | ------- | --- |
|     |         |     |

### Фінал
| W41 | Матч 44 | W42 |
| --- | ------- | --- |
|     |         |     |